# Gourishankar
Gaurishankar (en népalais : गौरीशंकर) est un comité de développement villageois du Népal situé dans le district de Sarlahi. Au recensement de 2011, il comptait 14 087 habitants.